# Ruginoasa (okręg Neamț)
Ruginoasa – wieś w Rumunii, w okręgu Neamț, w gminie Ruginoasa. W 2011 roku liczyła 1413 mieszkańców.